# Milano
Milano (talijanski izgovor: [miˈla(ː)no], zapadno lombardijski: Milan, engleski Milan, njemački Mailand) je grad u Italiji, glavni grad regije Lombardije i milanske Provincije. Grad naseljava oko 1,3 milijuna stanovnika, dok je gradsko područje peto najveće u Europskoj uniji s procijenjenim stanovništvom od 4,3 milijuna. Metropolitansko područje Milana, daleko najveće u Italiji, prema procjeni OECD-a sadrži 7,4 milijuna stanovnika. Grad je pod nazivom Mediolanum osnovao keltski narod Insubri. 222 pr. Kr. osvajaju ga Rimljani, te je grad postao vrlo uspješan pod Rimskim Imperijem. Kasnije su Milanom vladali obitelji Visconti i Sforza, Španjolci u 16. stoljeću i Austrijanci u 18. stoljeću. Godine 1796. Milano je osvojio Napoleon Bonaparte i ustanovio ga 1805. glavnim gradom Kraljevstva Italije. U doba Romantizma, Milano je bio važno kulturno središte Europe u kojem je djelovao niz umjetnika, skladatelja i značajnih književnih ličnosti. Za vrijeme drugog svjetskog rata, bio je teško pogođen savezničkim bombardiranjima, te je nakon njemačke okupacije 1943., postao središtem talijanskog otpora. Unatoč tome, Milano je doživio poratni ekonomski napredak, koji je privukao brojne imigrante s juga Italije i inozemstva.
Kao u međunarodnom i kozmopolitskom gradu, 13,9 % stanovništva je iz inozemstva. Milano, jedan je od najvećih europskih transportnih i industrijskih centara, i jedan od najznačajnijih poslovnih i financijskih središta Europske unije, s 26. najbogatijom gradskom ekonomijom prema kupovnoj moći, i BDP-om od 115 milijardi američkih dolara. Metropolitansko područje Milana ima 4. najveći europski BDP, s 241,2 milijarde
eura 2004. Milano također ima jedan od najvećih BDP-a u Italiji po glavi stanovnika, od otprilike 35 137 eura, što je 161,6 % prosjeka u Europskoj uniji.
Milano je cijenjen kao svjetsko središte mode i dizajna, s velikim globalnim utjecajem u trgovini, industriji, glazbi, sportu, književnosti, umjetnosti i masovnim medijima, što gradu nosi status "Alfa globalnog grada". Lombardijski metropolis posebno je poznat po svojim modnim kućama i trgovinama, kao u čuvenoj ulici Montenapoleone, i Galeriji Viktora Emanuela (Galleria Vittorio Emanuele), koja se smatra najstarijim trgovačkim centrom u svijetu. Grad posjeduje bogato kulturno nasljeđe i jedinstveno kulinarstvo s brojnim čuvenim jelima, kao božićni kolač panettone, i risotto alla Milanese. Također, Milano je veoma poznat po glazbenoj, posebno opernoj, tradiciji, kao dom više značajnih skladatelja, (Giuseppe Verdi) i teatara (Teatro alla Scala). Milano je poznat i po nekoliko značajnih muzeja, sveučilišta, akademija, palača, crkava i biblioteka (Akademija Brera i Castello Sforzesco), i po dva slavna nogometna tima: Milan i Inter. Sve navedeno Milano čini jednom od najpopularnijih turističkih destinacija u Europi, s preko 1,9 milijuna posjetitelja 2008. U Milanu je 1906. održana Svjetska izložba, kojoj će grad ponovo biti domaćin 2015.
Stanovnici Milana nazivaju se u jednini "Milanese" (tal. množina Milanesi, ili neformalno Meneghini ili Ambrosiani). Građani Milana svoj grad ponekad nazivaju "Moralnim glavnim gradom" (Capitale morale).

## Povijest

### Etimologija
Riječ "Milano" vuče porijeklo od antičko latinskog naziva grada Mediolanum. Taj naziv nose neki Galsko-rimski lokaliteti u Francuskoj, kao Mediolanum Santonum (Saintes) i Mediolanum Aulercorum (Evreux) te naizgled sadrži kelski element -lan, koji znači zatvoreni ili omeđeni teritorij (izvor velške riječi "llan", znači svetilište ili crkva). Radi toga, Mediolanum može značiti središnje mjesto ili posebno svetilište određenog keltskog plemena.
Izvor naziva i divlje svinje kao simbola grada maštovito su opisani u djelu
Emblemata (1584.) Andree Alciata, prema kojem je za vrijeme radova na podizanju prvih zidina grada iskopana upravo jedna od tih životinja, dok je etimologija naziva Mediolanum, protumačena kao "poluvuna", Osnivanje Milana pripisuje se dvama keltskim narodima, Biturizima i Eduima, koji su na svojim simbolima isticali ovna i divlju svinju, te je radi toga "simbol grada vunena divlja svinja, životinja dvostrukog oblika, s oštrom dlakom i mekanom vunom". Kao svoj izvor, Alciato navodi presvetog i učenog Ambrozija.
Njemački naziv Milana je Mailand, dok je na lokalnom zapadno lombardijskom dijalektu naziv grada Milán.

### Rimsko doba
Oko 400. pr. Kr, keltski Insubri naselili su Milano i okolnu regiju. 222. pr. Kr, Rimljani su osvojili naselje, kojemu je dodijeljen naziv Mediolanum. Nakon nekoliko stoljeća rimske uprave, 293. godine, car Dioklecijan Milano je proglasio prijestolnicom Zapadnog Rimskog Carstva. Dioklecijan je odlučio ostati u prijestolnici Istočnog Rimskog Carstva Nikomediji, dok njegov suvladar Maksimijan u zapadnom. Maksimijan je izgradio nekoliko divovskih spomenika, kao veliki cirkus (470 x 85 metara),
Thermae Erculee, veliki kompleks carskih palača i druge zgrade.
Milanskim ediktom 313. godine, car Konstantin I. zajamčio je kršćanima slobodu vjeroispovjesti. Grad su 402. opkolili Vizigoti, te je carska rezidencija preseljena u Ravennu. Pedeset godina kasnije, 452., Huni su opustošili grad. 539., Ostrogoti osvajaju i razaraju Milano za vrijeme takozvanog Gotskog rata protiv bizantskog cara Justinijana I. U ljeto 569., Langobardi (prema kojima je nazvana talijanska regija Lombardija) osvajaju Milano nadjačavši manju bizantsku vojsku u obrani grada. Neke od rimskih građevina ostale su u funkciji za vrijeme longobardske uprave. Milano se predao Francima 774., kada je Karlo Veliki, u potpuno neobičnoj odluci, uzeo naslov "Kralja Longobarda" (prije toga germanska kraljevstva često su međusobno se osvajala, ali nitko nije prihvatio naslov kralja drugog naroda). Željezna kruna Longobarda datira iz tog perioda. Kasnije, Milano je bio dijelom Svetog Rimskog Carstva.

### Srednji vijek
Za vrijeme srednjeg vijeka, Milano je napredovao kao trgovačko središte radi dominatnog položaja nad bogatom ravnicom rijeke Po i putevima iz Italije preko Alpa. Osvajački rat Fridrika I. Barbarosse protiv lombardskih gradova doveo je do razaranja većine Milana 1162. Nakon osnivanja Lombardskog Saveza 1167., Milano je preuzeo vodeću ulogu u tom udruženju. Kao rezultat nezavisnosti koju su lombardijski gradovi dobili Konstantskim mirom 1183., Milano je postao vojvodstvom. 1208., Rambertino Buvalelli služio je kao gradski podestà, 1242. Luca Grimaldi, dok je 1282. tu dužnost obavljao Luchetto Gattilusio. Taj položaj mogao je biti vrlo opasan u nasilnom političkom životu srednjovjekovne komune: 1252. milaneski heretici ubili su crkvenog inkvizitora na riječnom prijelazu obližnjeg contada; ubojice su mitom si osigurale slobodu, te je u pratećoj pobuni podestà skoro linčovan. 1256., nadbiskup i vodeći plemići izbačeni su iz grada, 1259., članovi cehova izabrali su Martina della Torrea za Capitano del Popolo, koji je silom preuzeo grad. Vladao je diktatorski, izbacio neprijatelje, popločao ulice, prokopao kanale i uspješno oporezovao cijeli kraj.
Ipak, njegova vladavina dovela je milanesku riznicu do propasti; korištenjem često nemilosrdnih plaćeničkih jedinica dodatno je razgnjevilo narod, što je donijelo veću podršku Viscontima, tradicionalnim neprijateljima Della Torre.
Dana 22. lipnja 1262. papa Urban IV. postavio je Ottonea Viscontija za milanskog nadbiskupa, nasuprot kandidata obitelji Della Torre, Raimonda della Torre, tada biskupa Coma, koji je tada započeo širiti tvrdnje o bliskosti Viskontijevaca s hereticima Katarima, te ih optužio za veleizdaju. Viskontiji, koji su Della Torre optužili za iste zločine, prognani su iz Milana a njihova imovina je zaplijenjena. Prateći građanski rat, koji je trajao više od desetljeća. donio je još štete milanskoj populaciji i ekonomiji.
Ottone Visconti predvodio je 1263. protiv grada grupu prognanika, ali nakon godina rastućeg nasilja na svim stranama, konačno, poslije pobjede u bitci kod Desija 1277. osvojio je grad za svoju obitelj. Kuća Viskontija uspjela je zauvijek izbaciti obitelj Della Torre, vladajući gradom i svojim posjedom do 15. stoljeća.
Većina ranije povijesti Milana bila je priča o borbi između dvije političke frakcije - Gvelfa i Gibelina. U većini slučajeva Guelfi si bili uspješni u Milanu. Ipak, obitelj Visconti uspjela je domoći se vlasti (signoria) u Milanu, na temelju svog "Gibelinskog" prijateljstva s njemačkim carevima. 1395, jedan od njemačkih careva, Vaclav IV, uzdigao je Milano na razinu vojvodstva. Također 1395. Gian Galeazzo Visconti postao je milanski vojvoda. Gibelinska obitelj Visconti zadržala je vlast u Milanu stoljeće i pol, od početka 14. stoljeća do sredine 15. stoljeća.

### Renesansa
1447. milanski vojvoda Filippo Maria Visconti, umro je bez muškog nasljednika, te je radi kraja Viscontijevske linije uspostavljena Zlatna Ambrozijanska Republika (Aurea Repubblica Ambrosiana), nazvana po Sv. Ambroziju, svecu zaštitniku Milana. Obje frakcije, i Guelfi i Gibelini, zajedno su radile na ostvarenju Ambrozijanske Republike u Milanu. Ipak, republika je propala 1450. kada je Milano osvojio Francesco Sforza, iz obitelji Sforza, koji je Milano učinio jednim od vodećih gradova talijanske Renesanse.

### Periodi španjolske, francuske i austrijske dominacije
Francuski kralj Luj XII., prvi je 1492. položio pravo na vojvodstvo. U to doba, Milano su branili švicarski plaćenici. Nakon pobjede Lujevog nasljednika Franje I. nad Švicarcima u bitci kod Marignana, vojvodstvo je obećano francuskom kralju Franji I. Kada je 1525. Habsburgovac Karlo V. pobijedio Franju I. u bitci kod Pavije, sjeverna Italija, uključujući Milano, prešla je Habsburgovcima. 1556., Karlo V. je abdicirao u korist svog sina Filipa II. i njegovog brata Ferdinanda I. Karlovi talijanski posjedi, među kojima i Milano, prešli su Filipu II. i španjolskoj liniji Habsburga, dok je Ferdinandova austrijska linija dinastije vladala Svetim Rimskih Carstvom.
Ipak, 1700. španjolska linija Habsburga je izumrla smrću Karla II. Nakon toga, 1701. započeo je rat za španjolsku baštinu s francuskom okupacijom svih španjolskih posjeda radi polaganja prava Filipa V. na francuski tron. 1706., Francuzi su poraženi u Ramilliesu i Torinu te su bili prisiljeni prepustiti sjevernu Italiju austrijskim Habsburzima. 1713., Utrechtskim mirom formalno je potvrđena austrijska suverenost nad većinom španjolskih posjeda u Italiji, uključujući Lombardiju i Milano.
Radi talijanske kuge 1629. – 1631. pomrlo je procijenjenih 60 000 ljudi od ukupnog stanovništva od 
130 000. Taj slučaj smatra se jednom od posljednjih provala stoljetnih pandemija kuge koje su započele u 14. stoljeću.

### 19. stoljeće
Napoleon osvaja Lombardiju 1796. te je Milano proglašen glavnim gradom Cisalpinske Republike. Kasnije je proglasio Milano glavnim gradom Kraljevstva Italije, dok je sam okrunjen u katedrali. Po završetku Napoleonove okupacije, Bečki kongres je 1815. Lombardiju, Milano i Veneto vratio Austriji . U to doba, Milano je postao središtem lirske opere, gdje je Mozart napisao tri operna djela, dok je La Scala u samo nekoliko godina postala vodećim teatrom u svijetu, s premijerama Bellinija, Donizettija, Rossinija i Verdija. Ostala značajna kazališta 19. stoljeća bila su La Cannobiana i Teatro Carcano.
Dana 18. ožujka, 1848. Milanezi su se pobunili protiv austrijske vlasti, za vrijeme takozvanih "Pet dana Milana" (tal. Le Cinque Giornate), te je feldmaršal Radetzky bio prisiljen privremeno povući se iz grada. Ipak, nakon pobjede na talijanskim snagama kod Custoze 24. srpnja, Radetzky je ponovo uspostavio austrijsku kontrolu nad Milanom i sjevernom Italijom. Međutim, talijanski nacionalisti, predvođeni Kraljevinom Sardinijom, pozivali su na izbacivanje Austrije u interesu talijanskog ujedinjenja. Sardinija i Francuska osnovali su savez i pobijedile Austriju u bitci kod Solferina 1859. Nakon bitke, Milano i ostatak Lombardije priključeni su Kraljevini Sardiniji, koja je ubrzo stekla kontrolu na većinom Italije, te je 1861. preimenovana u Kraljevinu Italiju.
Političko ujedinjenje Italije učvrstilo je trgovačku dominaciju Milana nad sjeverom Italije. Također je dovelo i do nagle izgradnje željeznica što je Milano razvilo kao željezničko čvorište. Brza industrijalizacija pozicionirala je Milano u središte vodeće talijanske industrijske regije, premda je 1890-ih grad bio uzdrman masakrom Bava-Beccaris, pobunom uzrokovanom visokom stopom inflacije. U međuvremenu, kako su milanske banke dominirale talijanskom financijskom sferom, grad je postao vodeći financijski centar u državi. Ekonomski rast Milana doveo je do rapidne ekspanzije gradskog područja i stanovništva krajem 19. i početkom 20. stoljeća.

### 20. stoljeće
Godine 1919. Benito Mussolini organizirao je Crnokošuljaše, koji su formirali jezgru talijanskog fašističkog pokreta. 1922., Mussolini je iz Milana započeo svoj Marš na Rim. Za vrijeme drugog svjetskog rata grad je pretrpio znatna razaranja od britanskih i američkih bombardiranja. Premda je Italija napustila rat 1943., Nijemci su do 1945. držali pod okupacijom većinu zemlje. Neka od najsnažnijih savezničkih bombardiranja odigrala su se 1944., većinom koncentrirana u okolici centralne željezničke stanice. Godine 1943., porastao je otpor njemačkoj okupaciji te je u Milanu bilo znatnih borbi.
Pri kraju rata, američka 1. oklopna divizija napredovala je prema Milanu u sklopu sjevernotalijanske operacije u proljeće 1945., ali prije ulaska u grad, članovi talijanskog pokreta otpora ustali su otvorenom pobunom i oslobodili grad. Nedaleko Milana, u mjestu Dongo, Mussolini i još nekoliko članova Talijanske Socijalne Republike (Repubblica Sociale Italiana, ili RSI) zarobljeni su od pokreta otpora i pogubljeni. Dan kasnije, 29. travnja, 1945., tijela su dovedena i Milano i obješena naglavačke na trgu Piazzale Loreto.
Nakon rata u gradu je bio smješten logor za Židove izbjegle iz Austrije. U doba "ekonomskog čuda"
(Boom economico) 1950-ih i 1960-ih veliki val unutrašnje imigracije, posebno s juga Italije, naselio se u Milanu te je 1971. stanovništvo dostiglo 1 723 000. Populacija Milana započela je opadati krajem 1970-ih. U posljednjih 30 godina skoro jedna trećina ukupnog gradskog stanovništva preselila se u vanjska područja grada s novim predgrađima i manjim gradovima koji su nikli oko samog Milana. U isto doba grad je počeo privlačiti povećani tijek strane imigracije, što je posebno istaknuto naglim proširenjem kineske četvrti, okruga u okolici ulica Paolo Sarpi, Via Bramante, Via Messina i Via Rosmini, nastanjenog kineskim imigrantima iz Zhejianga, danas jednoj od najpitoresknijih gradskih četvrti. U Milanu također živi trećina svih Filipinaca u Italiji, njih oko 30 000 i u stalnom porastu, s prosječnom stopom nataliteta od 1000 rođenih godišnje. Ukupno, stanovništvo Milana posljednjih se godina naizgled stabiliziralo, te je od 2001. zabilježen samo neznatni porast populacije.

## Gradska uprava

### Politika
Vidi još: Gradonačelnici Milana
Aktualni gradonačelnik Milana je Giuseppe Sala, izabran 2016., kao kandidat Demokratske stranke (Partito Democratico). Od devet milanskih općina, u osam vlada koalicija desnog centra (1 – 8), dok u jednoj vlada koalicija lijevog centra (9).

### Administrativna podjela
Milano je podijeljen na administrativna područja, ili Zone. Do 1999., grad je bio podijeljen na 21 Zonu; ali tada ih je gradska uprava odlučila smanjiti na 9. Danas, Zona 1 je "povijesno središte" grada, područje unutar španjolskih zidina; dok ostalih osam pokrivaju područje od Zone 1 do granica gradskog područja.

## Zemljopis

### Topografija
Milanska provincija smještena je u centralno-zapadnom području nizine rijeke Po, između rijeka Ticino i Adda, i također između rijeke Po i prvih uzvisina Alpa. Površina gradskog područja je 181 km² dok je nadmorska visina 122 m.

### Klima
Milano uživa vlažnu suptropsku klimu (Köppenova klasifikacija klime Cfa) s nekim kontinentalnim karakteristikama. To je uobičajeno za unutarnje ravnice sjeverne Italije, gdje prevladavaju vruća vlažna ljeta i hladne vlažne zime, za razliku 
mediteranske klime karakteristične za ostatak Italije.
Prosječne su temperature -4/+6 °C u siječnju i +15/+28 °C u srpnju. Snježne padaline relativno su uobičajene po zimi, iako su posljednjih 15–20 godine opale po učestalosti i obimu. Povijesni prosjek u zoni Milana je između 35 i 45 cm; povremeno se događaju pojedine snježne oborine s preko 30–50 cm u 1–3 dana, s rekordnih 80–100 cm za vrijeme poznatog snijega siječnja 1985. Vlaga je dosta visoka tijekom cijele godine te se godišnje padaline kreću oko 1000 mm. Prema stereotipnom imidžu, grad je često pokriven maglom karakterističnom za bazen rijeke Po, premda je uklanjanje rižinih polja kod južnih predgrađa, efekt otoka urbane vrućine i smanjenje razine zagađenja posljednjih godina taj fenomen smanjilo, barem u središtu grada.
| Klimatološki srednjaci za Milano            | Klimatološki srednjaci za Milano | Klimatološki srednjaci za Milano | Klimatološki srednjaci za Milano | Klimatološki srednjaci za Milano | Klimatološki srednjaci za Milano | Klimatološki srednjaci za Milano | Klimatološki srednjaci za Milano | Klimatološki srednjaci za Milano | Klimatološki srednjaci za Milano | Klimatološki srednjaci za Milano | Klimatološki srednjaci za Milano | Klimatološki srednjaci za Milano | Klimatološki srednjaci za Milano |
| mjesec                                      | sij                              | velj                             | ožu                              | tra                              | svi                              | lip                              | srp                              | kol                              | ruj                              | lis                              | stu                              | pro                              | godina                           |
| ------------------------------------------- | -------------------------------- | -------------------------------- | -------------------------------- | -------------------------------- | -------------------------------- | -------------------------------- | -------------------------------- | -------------------------------- | -------------------------------- | -------------------------------- | -------------------------------- | -------------------------------- | -------------------------------- |
| srednji maksimum, °C                        | 6                                | 8                                | 13                               | 16                               | 21                               | 25                               | 28                               | 28                               | 24                               | 17                               | 11                               | 7                                | 17                               |
| srednja dnevna temperatura, °C              | 2                                | 5                                | 7                                | 10                               | 15                               | 18,5                             | 21,5                             | 21,5                             | 18                               | 11,5                             | 5,5                              | 4                                | 11,6                             |
| srednji minimum, °C                         | −4                               | −3                               | 1                                | 4                                | 9                                | 12                               | 15                               | 15                               | 12                               | 6                                | 0                                | −3                               | 5                                |
| oborine, mm                                 | 53                               | 40                               | 73                               | 83                               | 104                              | 85                               | 72                               | 80                               | 87                               | 120                              | 106                              | 75                               | 978                              |
| Izvor: Weatherbase Comune di Agrate Brianza |                                  |                                  |                                  |                                  |                                  |                                  |                                  |                                  |                                  |                                  |                                  |                                  |                                  |

## Znamenitosti
Vidi još: Popis građevina u Milanu

### Arhitektura
Vrlo je malo ostataka antičke rimske kolonije koja je kasnije postala glavnim gradom Zapadnog Rimskog Carstva. Tijekom druge polovice 4. stoljeća, Sveti Ambrozije, tadašnji biskup Milana, imao je snažan utjecaj na raspored grada, preoblikovao je centar (iako su katedrala i krstionica koje je dao izgraditi danas izgubljeni) i izgradio velike bazilike na gradskim vratima: Sant'Ambrogio, San Nazaro in Brolo, San Simpliciano i Sant'Eustorgio, koje, dograđivane i obnavljane tijekom stoljeća, postoje i danas kao najznačajnije crkve u Milanu. 
Najveći i najznačajniji primjer gotičke arhitekture u Italiji milanska je katedrala, četvrta najveća katedrala u svijetu nakon 
bazilike sv. Petra u Rimu, seviljske katedrale i bazilike Majke Božje Kraljice mira u Obali Bjelokosti. Izgrađena između 1386. i 1577., sadrži najveću svjetsku zbirku mramornih kipova, dok na vrhu šiljastog tornja ističe nadaleko vidljivu zlatnu statuu Svete Marije, lokalno poznatu kao Madunina (mala Madonna), jedan od simbola grada.
Za vrijeme vladavine obitelji Sforza tijekom 14. i 15. stoljeća, u Milanu je procvala umjetnost i arhitektura, te je grad postao jednim od središta talijanske renesanse. U to doba, stara viskontijevska tvrđava, današnji Castello Sforzesco, proširena je i ukrašena kao sjedište renesansnog dvora okruženog ograđenim lovačkim parkom s divljači izlovljenoj u okolici Seprija i jezera Como. Istaknuti arhitekti koji su sudjelovali u projektu uključuju firentinca Filaretea, kojemu je naručena gradnja visokog središnjeg tornja, i vojnog stručnjaka Bartolomea Gadia. Politički savez između Francesca Sforze i firentinskog Cosima de’ Medicija povoljno je djelovao na arhitekturu, radi utjecaja Brunelleschijevog renesansnog stila na izgradnju u Milanu. Prve su istaknute građevine koje karakterizira taj utjecaj palača Banke Medici (od koje je preostao samo glavni ulaz) i kapela središnjeg tlocrta Portinari, priključena na baziliku Sant'Eustorgio, izgrađena za prvog upravitelja milanske podružnice banke. Filarete, za vrijeme boravka u Milanu, bio je odgovoran za veliku javnu bolnicu poznatu kao Ospedale Maggiore, i za utjecajnu Treatise on Architecture, koja je uključivala i plan za "idealni grad" u obliku zvijezde nazvan Sforzinda u čast Francesca Sforze. Leonardo da Vinci, koji je u Milanu boravio od oko 1482. do francuske okupacije 1499., angažiran je 1487. radi projektiranja tiburija, ili tornja na križanju transepta i glavnog broda u katedrali, premda njegov rad nije odabran. Ipak, oduševljenje koje je dijelio s Filareteom za građevine sa središnjim tlocrtom dovelo je u tom periodu do mnogih arhitektonskih crteža koji su utjecali na rad Bramantea i drugih graditelja. Bramanteova ostvarenja u gradu, koja uključuju crkvu Santa Maria presso San Satiro (rekonstrukcija manje crkve iz 9. stoljeća), refektorij crkve Santa Maria delle Grazie i tri klaustra u crkvi Svetog Ambrozija, dovela su i do njegovih istraživanja ranokršćanske arhitekture u Milanu kao što je bazilika San Lorenzo.
Protureformacija bila je također period španjolske dominacije, označen dvama snažnim ličnostima: Sveti Karlo Borromeo, i njegov bratić kardinal Federico Borromeo. Oni se nisu građanima Milana nametnuli samo kao moralni vođe, već su dali i snažan poticaj kulturi, s osnivanjem Ambrozijanske biblioteke, u zgradi arhitekta Francesca Marie Richinija, kao i obližnju pinakoteku. U to doba, osim Richinija, graditelji Pellegrino Tibaldi i Galeazzo Alessi izgradili su mnogo baroknih crkava i palača.
Carica Marija Terezija Austrijska bila je zaslužna za znatne obnove provedene u Milanu tijekom 18. stoljeća. Potakla je duboke društvene i građanske reforme, kao i izgradnju mnogih građevina koje su i danas na ponos gradu, kao čuveno kazalište Teatro alla Scala, otvoreno 3. kolovoza, 1778., i danas jedna od vodećih svjetskih opernih kuća. Austrijska vladarica također je raznim projektima poticala i kulturu, kao pretvaranje starog Jezuitskog koledža u okrugu Brera, u znanstveni i kulturni centar s bibliotekom, astronomskim opservatorijem i botaničkim vrtom, današnja umjetnička galerija i akademija lijepih umjetnosti Brera.
Tijekom druge polovice 19. stoljeća, Milano je preuzeo status glavnog industrijskog grada poluotoka, čiju su urbanizaciju nadahnule druge europske metropole, središta tehnoloških inovacija koja su simbolizirala drugu industrijsku revoluciju i sukladno, velike društvene promjene koje su pokrenule. Velika Galerija Vittorio Emanuele II, natkriveni prolaz koji povezuje Piazza del Duomo i trg nasuprot teatru La Scala, izgradio je između 1865. i 1877. Giuseppe Mengoni, u čast Viktora Emanuela II., prvog kralja ujedinjene Italije. Prolaz je pokriven lukom od stakla i lijevanog željeza, često korišten dizajn u arkadama 19. stoljeća, kao Burlington Arcade u Londonu, prototipu niza većih trgovačkih arkada.
Burni period 20. stoljeća, radi naglog ekonomskog razvoja praćenim povećanjem stanovništva i osnivanjem novih četvrti, ali i snažnog poleta ka arhitektonskoj obnovi, stvorio je neka od vrhunskih arhitektonskih djela u Milanu, kao Centralna željeznička stanica (1906. – 1931.), koja se ističe više svojim velikim dimenzijama nego mješavinom stilova, neboder Pirelli (1955. – 59.) Gioa Pontija, Torre Velasca (1958.), nove stambene četvrti, u novije doba izgradnja sajamskog centra u Rhou, i prekvalifikacija nekadašnjih industrijskih zona u suvremene stambene i uslužne četvrti, kao poslovna i stambena četvrt City Life.

### Parkovi i vrtovi
Unatoč činjenici da Milano raspolaže s vrlo malo zelenih površina u usporedbi s drugim gradovima iste veličine, grad se ponosi velikom raznolikošću parkova i vrtova. Prvi javni parkovi bili su otvoreni 1857. i 1862. kao rad arhitekta Giuseppea Balzaretta, smješteni u "okrugu zelenih parkova" u zoni Piazzale Oberdan (Porta Venezia), Corso Venezia, Via Palestro i Via Manin. Većinom su bili neoklasičnog stila i predstavljali tradicionalne engleske parkove, s velikim botaničkim bogatstvom. Najznačajniji parkovi u Milanu su Parco Sempione (kraj dvorca Castello Sforzesco), Parco Forlani, Giardini Pubblici, Giardino della Villa Comunale, Giardini della Guastalla i Parco Lambro. Parco Sempione veliki je javni park, smješten između Castello Sforzesco i Slavoluka Mira (Arco della Pace), kraj trga Sempione. Izgradio ga je Emilio Alemagna i sadrži napoleonsku arenu, javni akvarij 
(Civico Acquario di Milano), toranj, izložbeni centar, nekoliko jezera i biblioteku. Parco Forlani s 235 hektara najveći je park u Milanu, sadrži brežuljak i jezero. Giardini Pubblici (javni vrtovi) među najstarijim je postojećim parkovima u Milanu, osnovan 29. studenog, 1783., i dovršen oko 1790. Englesko-neoklasičnog je stila, s jezerom, prirodoslovnim muzejom (Museo Civico di Storia Naturale di Milano) i neoklasičnom Villa Reale. Giardini della Guastalla također jedan je od najstarijih parkova u Milanu, koji se većim dijelom sastoji od ukrašenog ribnjaka.
U Milanu se također nalaze i tri značajna botanička vrta: Orto Botanico Didattico Sperimentale dell'Università di Milano (manji botanički vrt kojim upravlja botanički institut), Orto Botanico di Brera (osnovan je 1774. na zahtjev carice Marije Terezije, i obnovljen 1998., nakon nekoliko godina zapuštenosti) i Orto Botanico di Cascina Rosa.

## Demografija
| Stanovništvo kroz povijest |           |         |
| God.                       | Stan.     | %±      |
| 1861.                      | 267 618   | —       |
| 1871.                      | 290 514   | 8,6 %   |
| 1881.                      | 354 041   | 21,9 %  |
| 1901.                      | 538 478   | 52,1 %  |
| 1911.                      | 701 401   | 30,3 %  |
| 1921.                      | 818 148   | 16,6 %  |
| 1931.                      | 960 660   | 17,4 %  |
| 1936.                      | 1 115 768 | 16,1 %  |
| 1951.                      | 1 274 154 | 14,2 %  |
| 1961.                      | 1 582 421 | 24,2 %  |
| 1971.                      | 1 732 000 | 9,5 %   |
| 1981.                      | 1 604 773 | −7,3 %  |
| 1991.                      | 1 369 231 | −14,7 % |
| 2001.                      | 1 256 211 | −8,3 %  |
| 2009. proc.                | 1 301 394 | 3,6 %   |
| Izvor:ISTAT 2001.          |           |         |

Prema procjeni iz travnja 2009. sam grad naseljava 1 301 394 stanovnika. Od najvećeg broja stanovnika, dosegnutog 1971., grad je izgubio skoro jednu trećinu populacije, većinom radi migracije u prigradska područja (urban sprawl) kao posljedica deindustrijalizacije tijekom posljednja tri desetljeća. Gradsko područje Milana, koje se uglavnom poklapa s administrativnom provincijom, peto je najveće u E.U. s procijenjenim stanovništvom od 4,3 milijuna. Rast mnogih predgrađa i satelitskih naselja u okolici grada od velikog ekonomskog booma 1950-ih i 1960-ih, definirao je opseg i strukturu metropolitanskog područja, te svakodnevno kretanje ljudi izaziva predodžbu da su socioekonomske veze proširile se daleko iza granica grada i provincije, na područje preko cijelog središnjeg dijela regije Lombardije, s ukupno 7,4 milijuna stanovnika. Smatra se da je metropolitanska zona Milana dio urbanizacijskog koridora zapadne Europe nazvanog "Plava banana", europskog područja s najvećim stanovništvom i industrijskom gustoćom.

### Imigracija
Od kraja drugog svjetskog rata, Milano je primio dva vala masovne imigracije, prvi iz same Italije, drugi iz inozemstva. Oba vala korespondirala su s dvije različite ekonomske faze. Prva imigracija koincidirala je s ekonomskim "čudom" 1950-ih i 1960-ih, periodom izvanrednog rasta temeljenog na klasičnoj industriji i javnim radovima. Druga imigracija zbila se u pozadini vrlo različite ekonomije, koncentrirane oko usluga, male industrije i postindustrijskih aktivnosti. Prva imigracija ticala se Talijana, iz ruralnih krajeva, planina i gradova na jugu, istoku i drugih provincija Lombardije. Druga se ticala stranaca iz mnoštva zemalja, ali pretežno Sjeverne Afrike, Južne Afrike, Sjeverne Amerike, Južne Amerike, Azije, Južne Azije, Oceanije, Europe, Europske unije i Istočne Europe. Do kraja 1990-ih, 10 % stanovništva Milana odnosilo se na stranu imigraciju, velikom većinom zaposlenu u uslužnom sektoru niske razine (radnici u restoranima, čistači, kućna posluga) ili u tvornicama. Do siječnja 2008. talijanski nacionalni statistički institut (Istituto Nazionale di Statistica ISTAT) procijenio je da je u Milanu živjelo 181 393 ljudi rođenih u inozemstvu, ili 13,9 % ukupnog stanovništva.

## Ekonomija
Milano, jedan je od najvećih svjetskih financijskih i poslovnih centara, s BDP-om 2004. od 241,2 milijarde Eura. Metropolitansko područje Milana ima 4. najveći BDP u Europi, koje bi kao zasebna država, zauzelo bi 28. mjesto među najvećim svjetskim ekonomijama, skoro kao cjelokupna Austrijska.
U gradu je sjedište talijanske burze (Borsa Italiana), dok je okolica grada (Hinterland) najveće industrijsko područje u Italiji. Peter J. Taylor i Robert E. Lang s Brookings Institution, uključili su ga među deset "Alfa svjetskih gradova" u ekonomskom izvještaju "U.S. Cities in the 'World City Network"
.
Krajem 12. stoljeća cvao je obrt te je izrada oklopa bila najznačajnija industrija. U to doba, započeti su radovi na navodnjavanjima koji i danas čine plodnom lombardijsku ravnicu. Razvoj trgovine vunom dao je prvi poticaj proizvodnji svile.
Kao i u Veneciji i Firenci, izrada luksuznih dobara bila je toliko značajna industrija da su u 16. stoljeću u Engleskoj takvi proizvodi nazivani “milaner” ili “millaner”, tj. profinjena roba kao nakit, odjeća, šeširi i sl. Do kraja 19. stoljeća, kasnija verzija termina, "millinery", označavala je izradu i prodaju šešira.
Industrijska revolucija u Sjevernoj Europi pružila je novi značaj području sjeverno od Milana, na trgovačkom putu prema Alpama, te su izgrađeni mlinovi na mnogim rijekama i potocima. Sredinom 19. stoljeća jeftinija svila počela se uvoziti iz Azije te je nametnik phylloxera uništavao svilu i proizvodnju vina. Radi toga više je zemlje dodijeljeno industrijalizaciji. Tekstilnu industriju pratila je metalska, strojarska i izrada namještaja.
Danas, Milano je značajan centar proizvodnje tekstila i odjeće, automobila, kemijske industrije, industrijskih alata, teških strojeva, te izdavačke i glazbene industrije.
Izložbeni centar sajma FieraMilano bio je poznat kao "FieraMilanoCity", danas porušen, osim nekoliko zgrada povijesne vrijednosti (uključujući i velodrom iz 1920-ih), radi razvoja nove četvrti CityLife, na povoljnoj poziciji nedaleko središta grada. Novi sajamski prostor, u sjeverozapadnom predgrađu Rho, otvoren 2005., sajam Fiera Milano čini najvećom takvom manifestacijom u svijetu.

### Moda
Milano, zajedno s New Yorkom, Parizom i Londonom, cijenen je kao jedna od svjetskih prijestolnica mode. Većina glavnih talijanskih modnih marki, kao Valentino, Gucci, Versace, Prada, Armani, Krizia i Dolce & Gabbana, svoja sjedišta imaju u Milanu. Brojne međunarodne marke također imaju svoje trgovine u gradu, uključujući i glavnu trgovinu tvtrke Abercrombie & Fitch, koja je postala trgovačkom atrakcijom. U Milanu se dvaput godišnje održava, kao i u Parizu, Londonu, Tokiju, New Yorku, Los Angelesu i Rimu, "tjedan mode", događaj na kojem se prikazuju najnovije kolekcije. Glavna je trgovačka četvrt "quadrilatero della moda" 
("pravokutnik mode"), gdje se nalaze najprestižnije trgovačke ulice: Via Montenapoleone, Via della Spiga, Via Sant'Andrea, Via Manzoni i Corso Venezia. Osim toga, galerija Vittorio Emanuele II, Piazza del Duomo, Via Dante i Corso Buenos Aires, također su značajne trgovačke ulice i trgovi.

### Mediji
U Milanu baziraju mnoge lokalne i nacionalne komunikacijske usluge i kompanije, kao dnevni listovi, časopisi, televizijske i radio stanice. Najpoznatiji su dnevni listovi Corriere della Sera, Il Foglio, Il Giornale, Il Giorno, Il Manifesto i Libero, sportski dnevni list La Gazzetta dello Sport, poslovni dnevnici Il Sole 24 Ore i MF Milano Finanza, časopisi La Settimana Enigmistica, Panorama, Gente, TV Sorrisi & Canzoni, AnnaBella, Grazia, Marie Claire i Oggi, televizijska kuća Mediaset s tv kanalima Rete 4, Canale 5 i Italia 1, televizijski centri nacionalne medijske kuće RAI, lokalna sjedišta kanala MTV i SKY, kao i sjedišta televizija Fastweb TV, 7 Gold, i Odeon Tv, radio stanice R101, RTL 102.5, Radio 105 Network, Radio Monte Carlo, Radio 24, Radio DeeJay, Radio RockFM. Radio Italia solomusicaitaliana i Radio Popolare. Također, u Milanu svoja sjedišta imaju diskografske kuće Eclectic Circus, BMG Ricordi/Best Sound, Dischi Ricordi, Numero Uno, Vox Pop, Mescal i Warner, i izdavačke kuće Mondadori, Rcs MediaGroup (bivši Rizzoli), Adelphi, Feltrinelli i Longanesi.

### Turizam
Milano je jedna od najznačajnijih turističkih destinacija u Europskoj uniji, s 1902 milijuna posjetitelja 2007, i 1914 2008. godine, što grad čini 42. i 52. najposjećenijim gradom u svijetu. Prema jednom izvoru, 56 % stranih posjetilaca dolazi iz Europe, dok je 44 % 
turista iz Italije a 56 % iz inozemstva. Za Milano, najznačajnija su tržišta iz Europske unije Velika Britanija (16 %), Njemačka (9 %) i Francuska (6 %). Prema istom istraživanju, većina posjetitelja iz SAD-a dolazi iz poslovnih razloga, dok Kinezi i Japanci uglavnom iz razonode. Grad se ponosi s nekoliko popularnih turističkih atrakcija, kao katedrala i trg Piazza del Duomo, kazalište Teatro alla Scala, galerija
Vittorio Emanuele II, dvorac Castello Sforzesco, 
Pinacoteca di Brera i ulica Via Montenapoleone, ali posjećuju se i naizgled manje poznate znamenitosti kao Bazilika Svetog Ambrozija, Navigli (plovni kanali u okolici grada) i Akademija Brera. Grad raspolaže brojnim hotelima, uključujući i ultra-luksuzni Town House Galleria, vodeći svjetski hotel sa sedam zvjezdica, prema službenom rangiranju certifikacijske tvrtke Société Générale de Surveillance, i također dio organizacije The Leading Hotels of the World. Prosječno trajanje boravka posjetitelja u Milanu je 3,43 dana, dok stranci ostaju duže vrijeme, njih 77 % prosječno od 2 do 5 dana. Od 75 % gostiju koji odsjedaju u hotelima, 47 % odsjeda u hotelima s 4 zvjezdice, dok hoteli s pet zvjezdica ili manje od 3 zvjezdice ugošćuju 11 % i 15 % gostiju.

### Budućnost
U Milanu je u tijeku urbanistički redizajn. Razvijaju se građevinski projekti radi rehabilitacije neiskorištenih industrijskih zona na periferiji. Osim već navedenih projekata CityLife i novog sajma, sheme uključuju i dogradnju teatra La Scala, četvrt Santa Giulia, i projekt 
Porta Nuova u zoni Garibaldi-Repubblica. Sudjeluju mnogi čuveni arhitekti, kao Renzo Piano, Norman Foster, Zaha Hadid, Massimiliano Fuksas i Daniel Libeskind. Projekti će izmijeniti izgled Milana, kojim više neće dominirati katedrala i neboder Pirelli.
U Milanu će se održati Svjetska izložba Expo 2015, u za tu priliku obnovljenom gradu.

## Kultura
Glavni članci: Kultura u Milanu, Popis Milaneza

### Likovna umjetnost
Milano je kroz stoljeća bio značajan kulturni centar. U gradu djeluju brojni umjetnički instituti, akademije i galerije, kao Akademija Brera i Pinacoteca Ambrosiana.
Umjetnost u Milanu procvala je u srednjem vijeku, te s obitelji Visconti kao glavnim mecenama, grad je postao značajan centar gotike i gotičke arhitekture. Također, vladavina obitelji Sforza, između 14. i 15. stoljeća, bila je drugi period procvata umjetnosti i arhitekture. U to doba, ostvarena su neka od čuvenih renesanskih djela, kao Leonardova Posljednja večera i Codex Atlanticus. Osim Leonarda, u Milanu je djelovao i već spomenuti Bramante, te je izgradio više sakralnih objekata.
Barok, tijekom 17. i 18. stoljeća, doveo je u Milano brojne izvanredne umjetnike, arhitekte i slikare tog doba, kao Caravaggia, čija se remek-djela Košara s voćem i Večera u Emausu čuvaju u Ambrozijanskoj biblioteci i Akademiji Brera. Tijekom romantizma, Milano je postao značajni europski umjetnički centar, u doba kada je milanski romantizam bio pod utjecajem austrijske vlasti. Vjerojatno najpoznatije od svih djela romantičnog perioda čuvanih u Milanu je Poljubac Francesca Hayeza, izložen u Akademiji Brera.
Milano i Italija u cjelini, bio je početkom 20. stoljeća pod utjecajem Futurizma.
Filippo Tommaso Marinetti, osnivač talijanskog Futurizma napisao je 1909. u svom "Manifestu Futurizma" (Manifesto Futuristico), da je Milano bio "grande...tradizionale e futurista" ("grandiozan...tradicionalan i futuristički"). Umberto Boccioni također je bio značajan Futuristički umjetnik u Milanu. Danas, Milano ostaje značajan međunarodni centar moderne i suvremene umjetnosti, s brojnim izložbama.

### Dizajn
Milano je značajno međunarodno središte industrijskog i modernog dizajna, i cijenjen kao jedan od najutjecajnijih svjetskih gradova u tim sektorima. Grad je posebno poznat po svojem visoko-kvalitetnom starom i modernom namještaju i industrijskim proizvodima. Sajam FieraMilano, europski je najveći i jedan i svjetski najprestižnijih sajmova namještaja i dizajna. Također, u Milanu se održavaju i druge manifestacije vezane uz dizajn i arhitekturu kao "Fuori Salone" i "Salone del Mobile".
1950-ih i 1960-ih, kao glavno industrijsko središte Italije i jedan od najnaprednijih i najdinamičnijih gradova kontinentalne europe, postao je, zajedno s Torinom, talijanska prijestolnica dizajna i arhitekture. Izgrađeni su neboderi kao toranj Pirelli i Torre Velasca te su između ostalih u gradu živjeli i radili dizajneri Bruno Munari, Lucio Fontana, Enrico Castellani i Piero Manzoni.

### Književnost
Od kraja 18. stoljeća i tijekom 19. stoljeća, Milano je bio važan centar intelektualne diskusije i književnih djelovanja. Doba prosvjetiteljstva ovdje je naišlo na plodno tlo. Cesare Beccaria, s čuvenim traktatom "Dei delitti e delle pene" (“O zločinima i kaznama”) i Pietro Verri s časopisom Il Caffè, bili su kadri vršiti znatan utjecaj na kulturu nove srednje klase, što je također bilo moguće i radi tolerantne austrijske uprave.
Prvih godina 19. stoljeća, ideali romanticizma utjecali su na kulturni život grada. Također, u Milanu su Giuseppe Parini i Ugo Foscolo objavili svoja najistaknutija djela, obožavani od mlađih pjesnika i učitelja etike. Foscolova poema Dei sepolcri bila je nadahnuta Napoleonskim zakonom koji je, protiv volje mnogih stanovnika, primijenjen i u Milanu.
Trećeg desetljeća 19. stoljeća, Alessandro Manzoni je napisao svoj roman "Zaručnici" ("I Promessi Sposi"), koji se smatra manifestom talijanskog romantizma. Časopis "Il Conciliatore" objavljivao je članke Silvija Pellica, Giovannija Bercheta i Ludovica di Bremea, romantičnih pjesnika i patriotskih političara.
Nakon ujedinjenja Italije 1861., Milano je izgubio svoj politički značaj, premda je zadržao svojevrsni središnji položaj u kulturnim događajima. Prihvaćane su i razmatrane nove ideje i pokreti iz drugih zemalja Europe, te su realizam i naturalizam stvorili talijanski pokret Verizam. Najveći veristički pisac, Giovanni Verga, rođen je na Siciliji ali je svoja najznačajnija djela napisao u Milanu.

### Glazba i scenska umjetnost
Milano je važan nacionalni i međunarodni centar scenske umjetnosti, ponajviše opere. U Milanu djeluje operna kuća La Scala, jedna od najprestižnijih u svijetu,
gdje su kroz povijest održane premijere brojnih opera, kao Nabucco Giuseppea Verdija 1842., La Gioconda Amilcara Ponchiellija 1876., Madama Butterfly 1904., i Turandot 1926. Giacoma Puccinija, i u novije doba Teneke, Fabija Vacchija 2007. Druga značajnija kazališta u Milanu su Teatro degli Arcimboldi, Teatro Dal Verme, Teatro Lirico i Teatro Regio Ducal. U gradu također djeluju i renomirani simfonijski orkestar (Orchestra Sinfonica di Milano Giuseppe Verdi) i konzervatorij, te je kroz povijest bio važan centar glazbene kompozicije; brojni su čuveni skladatelji i glazbenici, kao Gioseppe Caimo, Simon Boyleau, Hoste da Reggio, Giulio Gatti-Casazza, Paolo Cherici i Alice Edun, ili iz Milana ili svojim radom vezani uz Milano. Također, značajnu ulogu u glazbenom životu grada igra i čuvena izdavačka kuća Ricordi. U gradu su također osnovani mnogi suvremeni ansambli i grupe, kao Dynamis Ensemble, Stormy Six i Camerata Mediolanense.
Od brojnih pop-rock glazbenika i grupa iz Milana ili vezanih uz Milano, najznačajniji su: Adriano Celentano, Articolo 31, Camaleonti, Dik Dik, Giorgio Gaber, Enzo Jannacci, Mina, Mogol, Ornella Vanoni, 883, Paola & Chiara, Enrico Ruggeri i Roberto Vecchioni.
Na brojnim milanskim pozornicama godišnje se izvodi oko 300 predstava. U gradu su djelovale kazališne ličnosti svjetskog renomea: redatelj Giorgio Strehler (osnivač kazališta Teatro Piccolo), glumac-književnik Dario Fo, dobitnik Nobelove nagrade za književnost 1997, i redatelj i kazališni glumac Carmelo Bene. Milanska kazališta raspršena su po cijelom gradu. U Breri, četvrti poznatoj po noćnom životu, nalaze se tri. Druge scene mogu se naći i na glavnim gradskim avenijama i u manje poznatim, skrivenim ulicama.

### Kulturne institucije, umjetničke galerije i muzeji
U Milanu djeluje nekoliko kulturnih institucija, muzeja i galerija, među kojima ima i međunarodno vrlo značajnih.
- Muzej Bagatti Valsecchi (Museo Bagatti Valsecchi) je neprofitna povijesna palača-muzej u okrugu ulice Montenapoleone[57] u središtu grada. Kolekcije talijanske renesansne i dekorativne umjetnosti baruna Bagatti Valsecchi, izložene su, kao što su i željeli, u njihovom domu. Radi toga, posjetitelji mogu razgledati ne samo umjetnička djela, već i autentične kućne ambijente, izraz aristokratskog ukusa Milana s kraja 19. stoljeća. Sadrži slike umjetnika Giovannija Bellinija, Gentilea Bellinija, Giampietrina i Lorenza di Niccolòa.
- Pinakoteka Brera (Pinacoteca di Brera), jedna je od najznačajnijih umjetničkih galerija u Milanu, s vrhunskom kolekcijom talijanskog slikarstva, rezultatom kulturnog programa Akademije Brera, s kojom dijeli palaču. Sadrži remek-djela kao Pala di Brera, Piera della Francesce.
- Dvorac Sforza (Castello Sforzesco), tvrđava je u Milanu koja sadrži brojne umjetničke kolekcije i izložbe. Najpoznatiji od aktualnih muzeja je Pinacoteca del Castello Sforzesco, s kolekcijom djela koja uključuju Pietà Rondanini, posljednju skulpturu Michelangela, Madonna Trivulzio Andree Mantegne, i rukopis Codex Trivulzianus Leonarda da Vincija. Kompleks dvorca također uključuje Muzej antičke umjetnosti (Museo d'arte antica), Muzej namještaja (Museo del Mobile), Muzej glazbenih instrumenata i kolekcije primijenjene umjetnosti (Raccolte d'Arte Applicata e Museo degli Strumenti Musicali), Egipatski i pretpovijesni odjeli arheološkog muzeja (Museo Egizio, Museo della Preistoria), i Kolekcija litografija Achille Bertarelli (Civica raccolta delle stampe Achille Bertarelli).
- Prirodoslovni Muzej (Museo Civico di Storia Naturale di Milano), osnovan 1838., kada je Giuseppe de Cristoforis poklonio gradu svoje kolkecije, Prvi direktor bio je Giorgio Jan.
- Muzej znanosti i tehnologije "Leonardo da Vinci" (Museo della Scienza e della Tecnologia "Leonardo da Vinci") nacionalni je muzej znanosti i tehnologije, posvećen slikaru i znanstveniku Leonardu Da Vinciju.
- Muzej Poldi Pezzoli još je jedan značajan i prestižan muzej. Začetak muzeja u 19. je stoljeću kao privatna zbirka Gian Giacoma Poldi Pezzoli i njegove majke Rose Trivulzio, iz obitelji kondotjera Gian Giacoma Trivulzija. Sadrži posebno bogatu kolekciju sjeverno talijanskih i nizozemsko/flamanskih umjetnika.
- Kazališni Muzej Scala (Museo Teatrale alla Scala), kazališni je muzej i biblioteka pridruženi teatru La Scala. Premda se posebno usredotočuje na povijest opere i operne kuće, posvećen je i ukupnoj povijesti kazališta u Italiji, i uključuje posebne izložbe posvećene npr, Commediji dell'arte i slavnoj kazališnoj glumici Eleonori Duse.
- Muzej Risorgimenta (Museo del Risorgimento), muzej je posvećen povijesti ujedinjenja Italije od 1796. (Napoleonov prvi pohod u Italiji) do 1870. (pripajanje Rima Kraljevini Italiji) i ulozi Milana u tim događajima (posebno u vezi Pet dana Milana). Smješten je u palači Moriggia, izgrađenoj u 18. stoljeću. Kolekcije uključuju Epizodu iz Pet Dana Baldassara Verazzija i portret iz 1840. cara Ferdinanda I. Austrijskog, djelo Francesca Hayeza.
- Triennale di Milano muzej je dizajna i izložbeni prostor lociran u Palazzo dell'Arte u Parco Sempione, parku uz Castello Sforzesco, gdje se održavaju izložbe i događaji posvećeni suvremenom talijanskom dizajnu, urbanizmu, arhitekturi, glazbi, medijskim umjetnostima, naglašavajući povezanost umjetnosti i industrije.

### Jezik
Osim talijanskog, oko trećina stanovništva zapadne Lombardije govori zapadno lombardijskim jezikom, također poznatim i kao Insubrijski. U Milanu, neki od gradskih starosjedilaca znaju govoriti tradicionalnim milaneskim jezikom, gradskom varijantom zapadno-lombardijskog, koju ne treba miješati s regionalnim varijantama talijanskog jezika pod utjecajem milaneskog jezika.

### Religija
Stanovništvo Milana, kao i Italije općenito, velikom je većinom katoličko, te je u gradu sjedište katoličke nadbiskupije Milana. Druge religije zastupljene u Milanu uključuju: pravoslavlje, budizam, judaizam, islam i protestantizam.
Milano karakterizira vlastiti povijesni Katolički obred poznat kao Ambrozijanski obred, (tal. Rito ambrosiano). Neznatno se razlikuje od standardnog Katoličkog obreda (Rimskog, korištenog u svim ostalim zapadnim regijama), s nekim razlikama u liturgiji, služenju mise i kalendaru (npr, datum početka korizme slavi se nekoliko dana nakon uobičajenog datuma, tako da i karneval ima drukčije datume). Ambrozijanski obred također se prakticira u okolnim lokacijama Lombardije i švicarskom kantonu Ticinu.
Druge bitne razlike tiču se liturgijske glazbe. Gregorijanski koral u Milanu i okolnim područjima se ne koristi, radi vlastitog ambrozijanskog korala, starijeg od gregorijanskog i definitivno ustanovljenog Tridentskim saborom (1545. – 1563.). Radi očuvanja te glazbe, razvijeni su jedinstveni schola cantorum, koledž, i institut u suradnji s Pontificio Istituto Ambrosiano di Musica Sacra (PIAMS) u Rimu.

### Film
Među najznačajnije filmove snimljene, djelomično ili kompletno, u Milanu, ubrajaju se: Miracolo a Milano (1951.), Totò, Peppino e... la malafemmina (1956.), Il grido (1957.), Il generale Della Rovere (1959.), Rocco e i suoi fratelli (1960.), Audace colpo dei soliti ignoti (1960.), La notte (1961.), Il posto (1961.), La classe operaia va in paradiso (1972.), Eccezzziunale... veramente (1982.), Marrakech Express (1989.), Nirvana (1997.). Iz Milana je i niz glumaca, posebno komičara, i redatelja. Najznačajniji su glumci: 
Diego Abatantuono, Gino Bramieri, Gian Maria Volonté, Johnny Dorelli, Alberto Lionello, Mariangela Melato, Franca Valeri i Greta Scacchi, te redatelji Alberto Lattuada, Luciano Emmer i Dino Risi.

### Kulinarstvo
Kao i većina talijanskih gradova, Milano i okolno područje ima svoju izvornu regionalnu kuhinju, koja, kako je to karakteristično za Lombardiju, češće koristi rižu nego tjesteninu, i uglavnom ne upotrebljava rajčice. Milanska kuhinja uključuje "cotoletta alla milanese", pohani teleći (također je moguća svinjetina ili puretina) kotlet pržen na maslacu (neki ga smatraju austrijskog porijekla, radi sličnosti s bečkim "Wienerschnitzelom", dok drugi tvrde upravo suprotno, da "Wienerschnitzel" vuče porijeklo od "cotolette alla milanese").
Druga su karakteristična jela cassoeula (pirjani odresci svinjskih rebara u sosu s kupusom), ossobuco (pirjana teleća plećka u umaku zvanom gremolata), risotto alla milanese (sa šafranom i goveđim mozgom), busecca (pirjani fileti s grahom) i brasato (pirjana govedina ili svinjetina s vinom i krumpirom). Sezonske slastice uključuju chiacchiere (kroštule posute šećerom) i tortelli (prženi kuglasti keksi) za karneval, colomba (glazirani kolač u obliku goluba) za Uskrs, pane dei morti (keksi s aromom cimeta) za Dušni dan, i panettone za Božić. Salame milano, salama s vrlo sitno mljevenom smjesom, raširena je širom Italije. Najpoznatiji milaneski sir je Gorgonzola, nazvan po istoimenom obližnjem gradu, premda su danas najveći proizvođači Gorgonzole iz Pijemonta.

### Sport
Nogomet je najpopularniji sport u Italiji. Milano je dom dvaju svjetski slavnih nogometnih klubova: A.C. Milan i Internazionale Milano F.C. Prvi se uobičajeno naziva "Mìlan" 
(naglasak je na prvi slog, za razliku od engleskog naziva za grad), a drugi "Inter". Utakmica između ta dva tima poznata je kao Milanski derbi ili Derby della Madonnina (u čast jednoj od glavnih znamenitosti grada, statui Djevice Marije zvane "Madonnina", na vrhu milanske katedrale).
Grad je bio domaćin, između ostalih događaja, Svjetskom prvenstvu u nogometu 1934. i 1990, i Europskom prvenstvu u nogometu 1980. Također, Milano je jedini grad u Europi čiji su nogometni klubovi osvojili Europski kup (danas Liga prvaka) i Interkontinentalni Kup (danas Svjetsko klupsko prvenstvo). S ukupno devet naslova Lige prvaka, Milano, dijeli prvo mjesto s Madridom, kao grad s najviše osvojenih naslova. Obje momčadi igraju na čuvenom San Siru, prema UEFA klasifikaciji, stadionu s pet zvjezdica. Službeno nazvan Stadio Giuseppe Meazza, San Siro raspolaže s 85 700 sjedećih mjesta i jedan je od najvećih u talijanskoj prvoj ligi. Inter je jedini klub u Italiji koji je cijelu svoju povijest proveo u prvoj ligi, dok je Milan nakratko bio i u drugoj.
Mnogi poznati talijanski nogometaši i treneri rođeni su u Milanu, okolnom metropolitanskom području ili Lombardiji. Najpoznatiji su: Valentino Mazzola, Paolo Maldini, Giuseppe Meazza, Giacinto Facchetti, Luigi Riva, Gaetano Scirea, Giuseppe Bergomi, Walter Zenga, Antonio Cabrini, Roberto Donadoni, Gianluca Vialli, Silvio Piola, Gabriele Oriali i Giovanni Trapattoni.
- Slavni Autodromo Nazionale Monza u obližnjoj Monzi, jedna je od najstarijih svjetskih staza za automobilističke utrke, gdje se od 1949. svake godine u rujnu (s iznimkom 1980. kada je utrka održana u Imoli) održava Velika nagrada Italije u sklopu Svjetskog prvenstva Formule 1. Aktualni kapacitet je oko 137 000 gledatelja, premda je 1950. bio veći od 250 000.
- Olimpia Milano je uspješan talijanski i europski košarkaški tim. Olimpia igra u dvorani Forum u predgrađu Assago (službeno nazvanoj Mediolanum Forum).
- Rhinos Milano American Football Club najstariji je klub američkog nogometa u Milanu, pobjednik četiri talijanska Super Bowla. Jedan je od pet klubova koji su osnovali talijansku ligu američkog nogometa.
- Amatori Rugby Milano osvojio je 18 nacionalnih prvenstava i najpoznatiji je ragbi tim u Italiji.
- Više timova hokeja na ledu iz Milana ukupno je osvojilo 30 nacionalnih prvenstava, dok je bivši Milano Vipers osvojio 5 uzastopnih, Alpsku ligu i više nacionalnih kupova.
- Svake godine u Milanu se održava Trofeo Bonfiglio, za tenisače mlađe od 18 godina, kao najznačajniji omladinski turnir u svijetu. Među bivše pobjednike ubrajaju se Jan Kodeš, Adriano Panatta, Corrado Barazzutti, Björn Borg, Ivan Lendl, Guy Forget, Jim Courier, Goran Ivanišević, Yevgeny Kafelnikov i Guillermo Coria.
- Milanski maraton održava se svake godine u studenome. Također, masovna nenatjecateljska utrka hodača Stramilano, na kojoj sudjeluje i do 50 000 ljudi, redovno se održava u proljeće.
- U Milanu je sjedište talijanskog Bendi saveza.

U skoro svim timskim sportovima, milanski su klubovi osvojili najmanje jedan nacionalni naslov. Mnogi klubovi iz metropolitanske zone Milana također su na vrhu raznih disciplina (Sesto San Giovanni u ženskoj košarci, Cernusco sul Naviglio u hokeju na travi, Canottieri u vaterpolu i Legnano u američkom nogometu. Velika je tradicija i mačevanja, gimnastike i atletike.
Vrlo važan sport za Milano je biciklizam. Milanski je sportski dnevni list Gazzetta dello Sport osnivač i organizator 4 najznačajnije biciklističke utrke koje se svake godine održavaju u Italiji: Giro d'Italia, Milano – Sanremo, Milano-Torino i Giro di Lombardia. S iznimkom Milano-Torino, koja je posljednjih desetljeća izgubila na prestižu, ostale tri utrke uključene su u najjači biciklistički razred UCI Pro-Tour, i među najprestižnijima su u svijetu. U Milanu tradicionalno, osim rijetkih iznimaka (kao 2009., kada je cilj bio u Rimu) završava zadnja etapa utrke Giro d'Italia. Osim cestovnog, Milano je vrlo značajan i za biciklizam na pisti, posebno na bivšem velodromu Maspes-Vigorelli gdje su se održavala brojna natjecanja, između kojih i svjetsko prvenstvo u biciklizmu na pisti.

## Obrazovanje
Sustav visokog obrazovanja u Milanu obuhvaća 39 sveučilišna središta, (44 fakulteta, 174 000 novih studenata godišnje, ili 10 % ukupnog broja studenata u Italiji), s najvećim brojem diplomiranih i postdiplomskih studenata (34 000 i više od 5000) u Italiji.

### Obrazovne institucije i sveučilišta
- Tehničko sveučilište (Politecnico di Milano), osnovano 29. studenog 1863., najstarije je sveučilište u Milanu. Eminentni profesori uključivali su matematičara Francesca Brioschija (prvi direktor), Luigija Cremonu i Giulija Nattu (dobitnik Nobelove nagrade za kemiju 1963). Broj studenata je oko 40 000, što Politecnico di Milano čini najvećim tehničkim sveučilištem u Italiji.[69]
- Sveučilište u Milanu (Università degli Studi di Milano, "Statale") osnovano 30. rujna 1923., državno je, i najveće sveučilište u regiji s oko 65 000 studenata.[70]
- Sveučilište Milano-Bicocca (Università degli Studi di Milano-Bicocca), osnovano 10. lipnja 1998., najnovije je sveučilište u Milanu, namijenjeno studentima sjeverne Italije, kao i rasterećenju povijesnog i pretijesnog Sveučilišta u Milanu. Pohađa ga oko 30 000 studenata.[71]

- Sveučilište Bocconi (Università Commerciale Luigi Bocconi), osnovan 1902., Wall Street Journal rangira među 20 najboljih poslovnih škola u svijetu. Privatno sveučilište specijalizirano za ekonomske, pravne i menadžerske znanosti.[72] Forbes je Bocconi postavio na prvo mjesto u svijetu u specifičnoj kategoriji vrijednosti za novac.[73]
- Katoličko Sveučilište Svetog Srca (Università Cattolica del Sacro Cuore), kojega je osnovao 1921. Agostino Gemelli, trenutno je najveće katolički sveučilište u svijetu sa skoro 42 000 studenata.[74]
- Slobodno Jezično i Komunikacijsko Sveučilište IULM (Libera Università di Lingue e Comunicazione IULM), osnovano 1968., specijalizirano je za istraživanja usluga, poslovne komunikacije, informatičke i komunikacijske tehnologije (ICT), turizam, modu, kulturnu baštinu, strane jezike za biznis, ekonomiju, marketing i distribuciju. U dva kampusa u Milanu i Feltre, sveučilište pohađa skoro 10 000 studenata.[75]
- Sveučilište Zdravlje-Život Svetog Rafaela (Vita-Salute San Raffaele University), osnovan je kao rezultat istraživačkog odjela bolnice Svetog Rafaela (Istituto Scientifico Universitario San Raffaele ili Ospedale San Raffaele).[76]

- Akademija lijepih umjetnosti Brera (Accademia di Belle Arti di Brera), cijenjena kao jedna od vodećih svjetskih akademskih institucija, javna je institucija posvećena istraživanju unutar kreativne umjetnosti (slikarstvo, skulptura, grafika, fotografija, video umjetnost, itd.) i povijesne kulturne discipline. To je akademska institucija s najvećom stopom internacionalizacije u Italiji s oko 3500 studenata od kojih preko 850 stranaca iz 49 zemalja.
- Nova Akademija Lijepih Umjetnosti (Nuova Accademia di Belle Arti, NABA), osnovana 1980., privatna je akademija posvećena visokom umjetničkom i glazbenom obrazovanju. Prva je privatna umjetnička akademija u Italiji koju je priznalo Ministarstvo obrazovanja. Pohađa je preko 1000 studenata iz cijele Italije i 40 zemalja svijeta.[77]
- Europski Institut Dizajna (Istituto Europeo di Design), osnovan 1966., privatno je sveučilište specijalizirano za modu, industrijski dizajn, unutrašnje uređenje, audio/vizualni dizajn uključujući fotografiju, reklamne, marketinške i poslovne komunikacije. Pohađa ga preko 8000 studenata.
- Milanski Konzervatorij Giuseppe Verdi (Conservatorio di musica “Giuseppe Verdi” di Milano), glazbeni je koledž ustanovljen kraljevskim dekretom 1807. S više od 1700 studenata, najveće je talijansko glazbeno sveučilište.[78]

## Transport

### Ceste
Milano je izvanredno važan cestovni i autocestovni čvor, mjesto spajanja padske magistrale istok-zapad (A4, Torino - Trst) i pravca sjever-jug (A1, za Bolognu, Rim i Napulj). Druge važne autoceste koje dotiču Milano su A7, za Genovu, i autoceste za jezera, A8 i A9. Autoceste, međusobno su povezane sustavom tri zaobilaznice, zapadna (A50), istočna (A51) i sjeverna (A52), s ukupnom dužinom od 74,4 km. Ako se trima zaobilaznicama pribroji i gradski dio autoceste A4, sustav gradskih autocesta koje potpuno okružuju grad, dugačak je preko 100 km.
Milano je povezan mnogim državnim cestama, koje često u odjeljcima na ulasku u gradsko područje, poprimaju oblik brze ceste (superstrada). Među najbitinijima su Nuova Valassina (SS 36), Milano - Meda (SS 35), Nuova Paullese (SS 415) i Nuova Vigevanese (SS 494). Druge su državne ceste via Emilia (SS 9), Padana Superiore (SS 11), Strada del Sempione (SS 33), Varesina (SS 233) i Valtidone (SS 412).
Glavne ceste i autoceste često su zagušene, radi visoke stope svakodnevnih putnika i korištenja osobnog prijevoza u području Milana. Stoga, u projektu su tri nove autoceste: vanjska istočna zaobilaznica (Tangenziale Est Esterna), "BreBeMi" i Pedemontana, osim radova na poboljšanju i ubrzavanju državnih cesta. Na dugi rok, previđena je izgradnja zapadne vanjske zaobilaznice, radi kompletiranja punog prstena, šireg u odnosu na aktualne zaobilaznice.

### Željeznice
Milano je veoma važan željeznički čvor za putnički i teretni promet. Grad dotiču neke od najvažnijih željezničkih linija u Italiji: Milano - Torino, Milano - Venecija, Milano - Genova i Milano - Bologna; polazno je mjesto dvije alpske linije - Simplon i Gotthardbahn i destinacija intenzivnog prometa svakodnevnih putnika. Milano opslužuju i dvije linije velikih brzina, Milano - Torino i Milano - Bologna.
Od pet glavnih željezničkih stanica u Milanu, najprometnija je golema Centralna stanica (Stazione centrale), s dnevnim prometom 320 000 putnika, što je čini drugom najprometnijom u Italiji nakon Stazione Termini u Rimu. Na Stazione centrale završavaju dugačke međugradske linije i neke regionalne. Ostale važne stanice u Milanu su Porta Garibaldi, Lambrate i 
Rogoredo, značajne posebno za regionalni promet. Također, Milano je središte regionalne željezničke mreže Ferrovie Nord Milano, s čvorištem na stanici Cadorna.
Grad opslužuje i sustav prigradskih željeznica ("linee S"), koji jamči frekventne veze u krugu od oko 40 km; oslonac mreže je obilazna podzemna pruga passante ferroviario, koja prolazi kroz 9 kilometarski tunel ispod grada u smjeru sjeverozapad-jugoistok, s tri povezne stanice s metroom.

### Gradski prijevoz
Javnim prijevozom upravlja Azienda Trasporti Milanesi (ATM), koja opslužuje grad i veći dio provincije. Veliki značaj imaju vozila na električni pogon. Mrežu podzemne željeznice čine 3 linije s ukupnom dužinom od 83 km. Tramvajsku mrežu čine 19 linije, s ukupnom dužinom od 160 km. 17 je gradskih linija i dvije međugradske: za Desio i Limbiate. Neki od tramvaja korišteni na linijama, posebno starija kola serije 1500, izrađena između 1928. i 1932. karakteristični su za Milano. Mreža trolejbusa omogućava efikasnu uslugu poprečnih linija. Također, kao dopuna navedenim uslugama, postoje i brojne autobusne linije, razgranate posebno u periferijskim četvrtima.
Taxi službe djeluju kao privatne tvrtke pod licencom gradske uprave. Svi taxiji bijele su boje. Premda je usluga vrlo kvalitetna, teško je pronaći slobodan taxi u špicama i skoro nemoguće za vrijeme čestih štrajkova javnog prijevoza.
Grad Milano opslužuju tri međunarodne zračne luke. Zračna luka Malpensa, drugi najveći aerodrom u Italiji, udaljen je oko 50 km od središnjeg Milana i povezan s centrom grada željeznicom "Malpensa Express". Godišnji promet je preko 23,8 milijuna putnika (2007.). Zračna luka Linate, smještena uz samo gradsko područje, koristi se za domaće linije i kraće međunarodne letove, s preko 9 milijuna putnika 2007. Aerodrom Orio al Serio, kraj Bergama, koriste niskotarifne kompanije (skoro 6 milijuna putnika 2007.).
- Trolejbus
- Tramvaj
- Podzemna željeznica
- Željeznička stanica Garibaldi
- Zračna luka Malpensa
- Zračna luka Linate

## Međunarodni odnosi

### Bratimljeni gradovi
Milano je bratimljen sa sljedećim gradovima:
| - Arequipa, Peru - Mašhad, Iran - Birmingham, Ujedinjeno Kraljevstvo - Bogotá, Kolumbija - Dakar, Senegal (od 1974.) - Frankfurt, Njemačka (od 1969.) - Guadalajara, Meksiko - Betlehem, Palestinska samouprava (od 2000.) - Krakov, Poljska (od 2003.) - Lyon, Francuska (od 1967.) - Melbourne, Australija (od 2004.) - Osaka, Japan (od 1981.) - Sankt Peterburg, Rusija (od 1961.) - São Paulo, Brazil (od 1961.) - Maceió, Brazil - Šangaj, Kina (od 1979.) - Tel Aviv, Izrael (od 1997.) | - Toronto, Kanada (od 2003.) - Chicago, Sjedinjene Države (od 1962.) - Samsun, Turska - Nikozija, Cipar Drugi oblici suradnje, partnerstva i prijateljstva: - Amman, Jordan - Bangkok, Tajland - Beograd, Srbija - Belo Horizonte, Brazil - Buenos Aires, Argentina - Daegu, Južna Koreja - Medellín, Kolumbija - Minsk, Bjelorusija - Montreal, Kanada - Sofija, Bugarska - Zagreb, Hrvatska |

## Poznate osobe
- Matteo Salvini, talijanski novinar, političar i ministar unutarnjih poslova Talijanske Republike.

## Vanjske poveznice
- Grad Milano - službena stranica
- Arhivirana inačica izvorne stranice od 16. siječnja 2010. (Wayback Machine)
- visitamilano.it  Arhivirana inačica izvorne stranice od 23. siječnja 2010. (Wayback Machine) Službeni sajt provincije
- milanofoto.it Foto arhiva
- Teatro alla Scala Službeni sajt
- milanoinfotourist.it
- ATM  Arhivirana inačica izvorne stranice od 21. veljače 2009. (Wayback Machine) Javni prijevoz u Milanu.
- Università degli Studi di Milano